# Dianthus insularis
Dianthus insularis är en nejlikväxtart som beskrevs av Bacch., Brullo, Casti och Giusso. Dianthus insularis ingår i släktet nejlikor, och familjen nejlikväxter. Inga underarter finns listade i Catalogue of Life.